# Copa del Atlántico 1956
La Copa del Atlántico 1956 fue la primera edición de esta competición sudamericana organizada por Argentina, Brasil y Uruguay. Brasil fue el campeón de esta edición.

## Resultados[1][2]
| Equipo    | Pts | PJ | PG | PE | PP | GF | GC | Dif |
| --------- | --- | -- | -- | -- | -- | -- | -- | --- |
| Brasil    | 3   | 2  | 1  | 1  | 0  | 2  | 0  | +2  |
| Argentina | 3   | 2  | 1  | 1  | 0  | 2  | 1  | +1  |
| Uruguay   | 0   | 2  | 0  | 0  | 2  | 1  | 4  | -3  |

| 24 de junio de 1956 | Brasil                 | 2:0     | Uruguay | Estadio de Maracaná, Río de Janeiro                              |                                                                  |
|                     | Ziznho ?' · Canário ?' | Reporte |         | Asistencia: ¿? espectadores Árbitro(s): Frederico Lopes (Brasil) | Asistencia: ¿? espectadores Árbitro(s): Frederico Lopes (Brasil) |

| 1 de julio de 1956 | Uruguay                 | 1:2 (0:0) | Argentina              | Estadio Centenario, Montevideo                                 |                                                                |
|                    | Julio César Abbadie 56' |           | Ernesto Grillo 52' 82' | Asistencia: ¿? espectadores Árbitro(s): Erwin Hieger (Austria) | Asistencia: ¿? espectadores Árbitro(s): Erwin Hieger (Austria) |

| 8 de julio de 1956 | Argentina | 0:0     | Brasil | Estadio El Cilindro, Avellaneda                                 |                                                                 |
|                    |           | Reporte |        | Asistencia: ¿? espectadores Árbitro(s): Juan Brozzi (Argentina) | Asistencia: ¿? espectadores Árbitro(s): Juan Brozzi (Argentina) |